# Amblyraja radiata
La raya radiante o radiada (Amblyraja radiata) es una especie de pez rajiforme de la familia Rajidae.

## Morfología
Los machos pueden llegar a alcanzar los 105 cm de longitud total y 11,4 kg de peso.

## Reproducción
Es ovíparo.

## Hábitat
Es un pez marino de clima templado (72°N-33ºN, 78°W-41°E) y demersal, que vive entre 20 y 1000 m de profundidad.

## Distribución
Se encuentra en Bélgica, el Canadá, las Islas del Canal, Dinamarca (incluyendo Groenlandia), las Islas Feroe, Francia (incluyendo San Pedro y Miquelón), Alemania, Islandia, Irlanda, los Países Bajos, Noruega ( incluyendo Svalbard), Polonia, Rusia, Sudáfrica, Suecia, Gran Bretaña y Estados Unidos.

## Uso comercial
En Islandia se comercializa en salazón. 

## Observaciones
Es inofensivo para el hombre. 